# Eurynome bituberculata
Eurynome bituberculata is een krabbensoort uit de familie van de Majidae. De wetenschappelijke naam van de soort is voor het eerst geldig gepubliceerd in 1964 door Griffin.